# أنخيل غونزاليس (كاتب)
أنخيل غونزاليس (بالإسبانية: Ángel González Muñiz )‏ (و. 1925 – 2008 م) هو شاعر، وكاتب إسباني، ولد في أوفييدو، كان عضوًا في الأكاديمية الملكية الإسبانية، توفي في مدريد، عن عمر يناهز 83 عاماً.

## التعليم
تعلم في جامعة أوفييدو.

## جوائز
حصل على جوائز منها:
- جائزة أميرة أشتوريس الأدبية  [لغات أخرى]‏ (1985).

## روابط خارجية
- أنخيل غونزاليس على موقع ميوزك برينز (الإنجليزية)
- أنخيل غونزاليس على موقع ديسكوغز (الإنجليزية)